# Divino niño (serie de televisión)
Divino niño —en inglés: Blessed Child— es una serie de televisión colombiana producida por Caracol Televisión en 2013 se estrenó el 14 de agosto de 2014y finalizó el 5 de septiembre de 2014

## Sinopsis
En cada capítulo se presentan historias cotidianas de personas que enfrentan situaciones difíciles en sus vidas y que por fe, desespero o convicción, recurren a la devoción del Divino Niño, quien de alguna manera intervendrá positivamente en sus destinos. Él los ayudará a superar sus problemas y así podrán seguir adelante. Después de todo, lo más importante es creer. Cada historia tiene su propio universo y un gran mensaje de fe y esperanza.

## Episodios
- Lazos de familia
- La esclava
- Llaves del cielo
- La oveja negra
- El divino niño
- Toda una familia
- Cásate con mi esposo
- La esposa de mi jefe
- Secuestro mortal
- El rescate
- Remordimiento
- Petición laboral
- La venganza de mi amante
- Corazón de melón
- Un regalo divino
- Renacimiento
- Amor inválido
- Una nueva oportunidad
- No hay vacantes
- Posparto
- Recuperando lo perdido
- Mi casa, mi deuda
- Un viejo amor